# Quality Comics

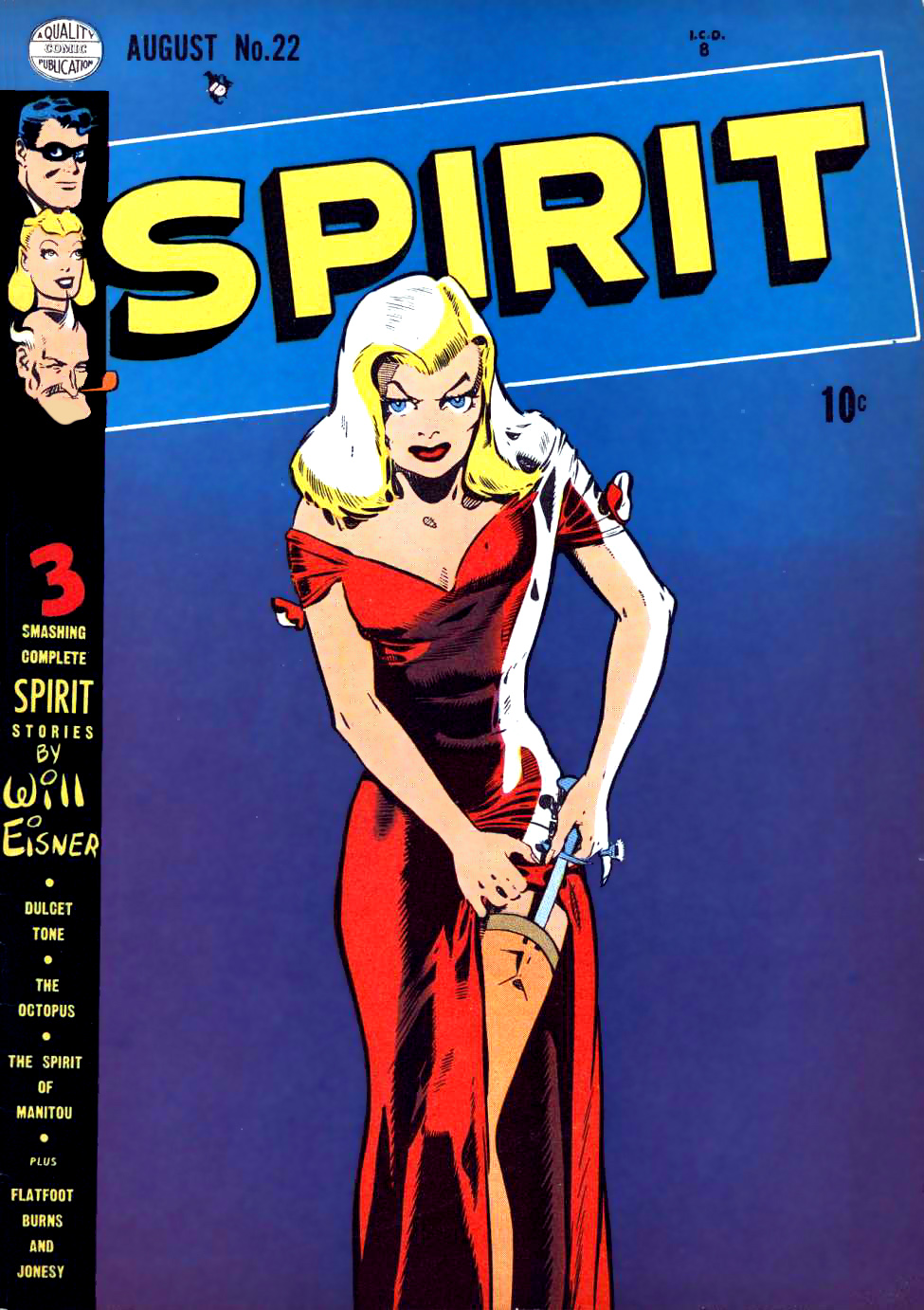
The Spirit, publicado pela Quality Comics

Quality Comics foi uma editora norte-americana de história em quadrinhos que funcionou de 1939 a 1956, sendo uma influente força criativa na Era de Ouro dos Quadrinhos.
Entre os personagens da Quality estavam o Plastic Man (Homem-Borracha), Doll Man (Pequeno Polegar), Blackhawk (Falcão Negro), Phantom Lady (Lady Fantasma), Uncle Sam (Tio Sam), Black Condor (Condor Negro), Human Bomb (Bomba Humana), Torchy, Kid Eternity e Miss America, entre outros.
Em meados dos anos 50 o interesse nesse tipo de personagem diminuíu consideravelmente, e depois de um tempo tentando publicar outros gêneros como guerra, humor e terror, a companhia fechou as portas em dezembro de 1956. A maioria de seus direitos foram vendidos à DC Comics, que escolheu continuar com a publicação de somente uns poucos títulos, como Blackhawk e GI Combat.
Com o passar do tempo outros personagens da Quality seriam revividos, mas com exceção do Plastic Man (Homem Borracha), todos são usados como figuras secundárias no Universo DC.